# ويليام بنر إنرايت
ويليام بنر إنرايت (بالإنجليزية: William Benner Enright)‏ هو قاضي ومحامي أمريكي، ولد في 12 يوليو 1925 في نيويورك في الولايات المتحدة.